# Amanita regalis
Amanita regalis é uma espécie de fungo que pertence ao gênero de cogumelos Amanita na ordem Agaricales. Produz um corpo de frutificação cujo píleo ("chapéu") pode atingir 25 cm de diâmetro, de formato esférico a convexo, ou um pouco achatado, marrom-amarelado, e coberto por verrugas claras dispostas em anéis. Seu "tronco" mede até 20 cm de altura e 2 cm de espessura, é branco com partes levemente amareladas, e tem um bulbo na base com anéis de pequenas verrugas. Sua carne tem sabor e odor não distintivos. Se ingerido, pode causar intoxicação devido a presença de ácido ibotênico e muscimol.
O cogumelo foi descrito cientificamente pela primeira vez pelo sueco Elias Magnus Fries em 1821. Mas só em 1903 foi considerado uma espécie distinta. Por muito tempo foi classificado como um grupo dentro da Amanita muscaria, categorização esta que voltou a ganhar força em 2004 com um estudo japonês usando análise filogenética molecular. Os pesquisadores concluíram que o táxon deve ser considerado um grupo de A. muscaria, ao invés de uma espécie distinta. Entretanto, importantes bancos de dados sobre fungos, Index Fungorum e MycoBank, continuam a apontá-lo como uma espécie separada.
Tal como a maioria das outras espécies de Amanita, o cogumelo forma uma relação simbiótica através de micorrizas com determinadas espécies de plantas. Trata-se de um relacionamento mutuamente benéfico, no qual as hifas do fungo crescem em torno das raízes de árvores, possibilitando, dentre outras coisas, a troca de nutrientes entre o fungo e o vegetal. A. regalis se desenvolve em estreita associação com árvores como bétula, pinheiro-da-escócia, pinheiro-anão, e espruce-da-Noruega; às vezes formando anéis de fadas. Na natureza, pode ser encontrado no norte da Europa, especialmente nos países escandinavos, além de Rússia, Alaska e Coreia.

## Taxonomia e etimologia
Amanita regalis foi descrita a princípio como Agaricus muscarius β regalis por Elias Magnus Fries, em sua obra Systema Mycologicum, publicada em 1821. Em 1887, Pier Andrea Saccardo classificou-a como uma variedade de Amanita muscaria. O micologista alemão Edmund Michael, em 1903, foi o primeiro a considerá-la uma espécie distinta. Em 1941, Édouard-Jean Gilbert propôs uma completa reorganização do gênero Amanita em sua ampla monografia sobre o gênero, e moveu o fungo para o gênero Amanitaria como A. muscaria var. regalis. Na versão original do livro Agaricales in Modern Taxonomy (1949), Rolf Singer considerou-a uma subespécie de A. muscaria, mas ressaltou que poderia se tratar de uma espécie separada; na quarta edição da obra (1986), ele a listou como uma espécie distinta. A. regalis está classificado na seção Amanita do gênero de mesmo nome, um agrupamento de cogumelos relacionados entre si que possuem um anel (ou seus resquícios) no tronco, e um bulbo em sua base. Mais recentemente, um grupo de especialistas japoneses estudou a biogeografia do A. muscaria e espécies relacionadas e, usando análise filogenética molecular, concluíram que o táxon deve ser considerado um grupo de A. muscaria, ao invés de uma espécie distinta. Entretanto, em 2020, tanto o Index Fungorum como o MycoBank listaram o táxon como Amanita regalis.
A espécie recebeu vários nomes populares em língua inglesa, tal como "brown fly agaric", "king of sweden amanita", e "king fly agaric". Na França, é conhecida como "amanite royale", enquanto na Alemanha é chamada de "königsfliegenpilz". O epíteto específico é derivado do latim regalis, que significa "real". Em 2000, foi escolhido pela Sociedade Micológica Alemã como o "Cogumelo do Ano".

## Descrição

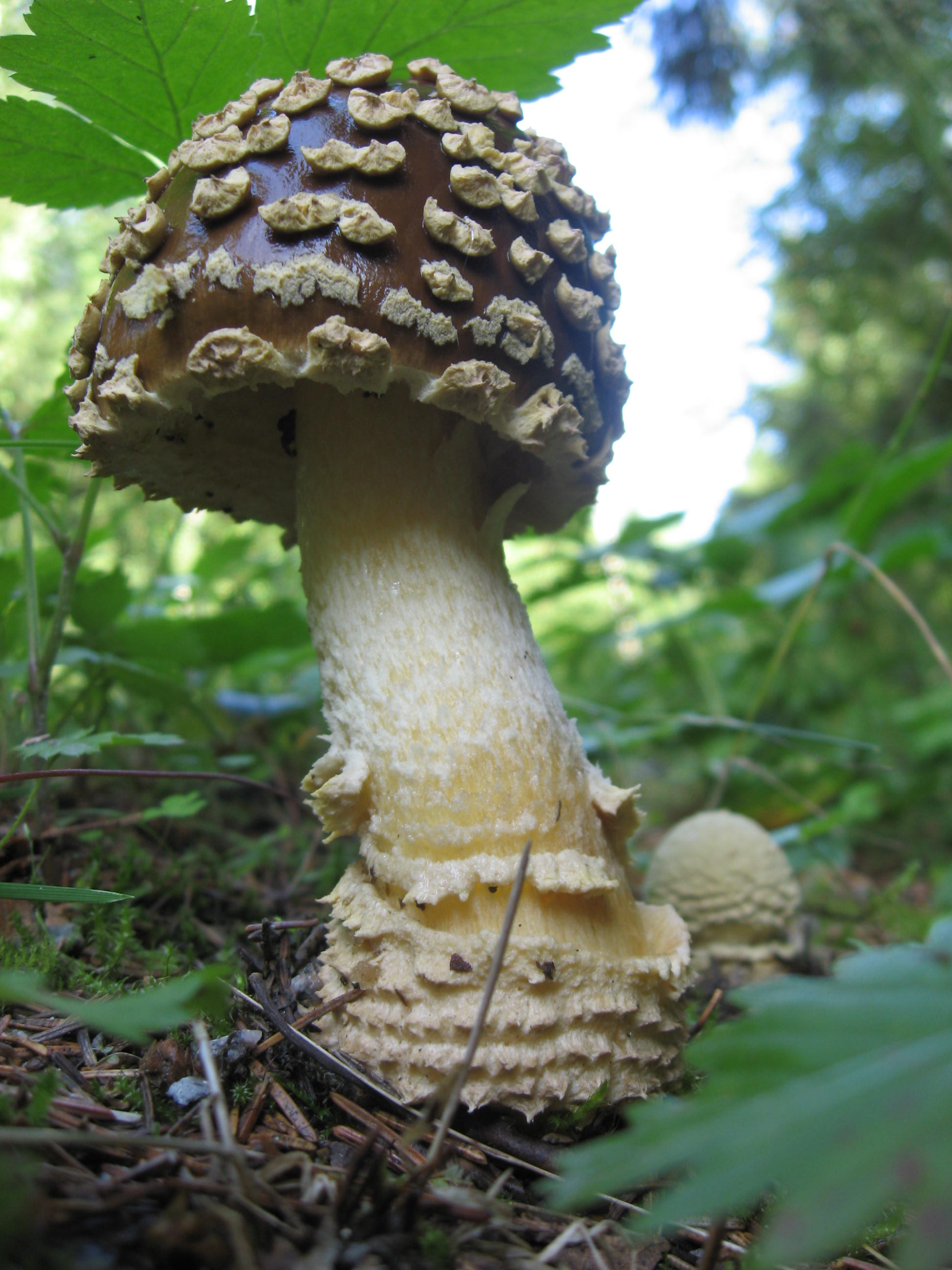
Espécime jovem exibindo suas cores características e as verrugas no chapéu.

Assim como todas as espécies do gênero Amanita, a maior parte do organismo se encontra abaixo do solo, formando uma parceria simbiótica com determinadas árvores. O corpo de frutificação do fungo é uma estrutura reprodutiva que aparece quando são reunidas as condições ambientais adequadas de umidade, temperatura e disponibilidade de nutrientes. O píleo (o "chapéu" do cogumelo) de A. regalis mede de 10 a 25 cm de largura e, dependendo do estágio do seu desenvolvimento, pode variar na forma de esférico a convexo, ou um tanto achatado. A cor é marrom-amarelada, e é densamente coberto por verrugas cascudas de tonalidade amarelada a ocre claro, que estão dispostas em anéis concêntricos quase regulares. Os anéis são um remanescente da volva deixados para trás durante a expansão do corpo de frutificação jovem. O píleo é carnudo e quando maduro tem ranhuras na margem que podem se estender de 1,5 a 2 cm. A cutícula do chapéu pode ser separada do píleo por raspagem até quase o centro.
As lamelas estão apinhadas, livres de conexão à estipe, e são brancas com uma coloração amarela cremosa. As bordas das lamelas são flocosas, o que significa que têm tufos de pelos macios, outro remanescente da volva. A estipe de um indivíduo maduro mede tipicamente entre 10 e 20 cm de comprimento e 1,5 a 2 cm de largura, e se expande na base formando um bulbo ornamentado com 2 a 4 anéis de pequena verrugas escamosas cor de limão ou ocre-amareladas. Toda a estipe e o anel não são completamente brancos, eles têm um tom amarelado fraco. A carne é esbranquiçada, levemente amarelada no tronco, e amarelo dourado sob a cutícula do píleo. Ela não muda de cor em contato com o ar ambiente, e tem um sabor e odor não distintivo.

### Características microscópicas
Os esporos são amplamente elipsoides a aproximadamente esféricos. São hialinos (translúcidos), lisos, e têm dimensões de 9 a 12 por 7 a 8 micrômetros (µm). Eles não são amiloides, o que significa que não absorvem o iodo quando em contato com o reagente de Melzer. As células produtoras de esporos, os basídios, têm forma de trevo, medem 38 a 46 por 3 a 13 µm, e tem fíbulas em suas bases.

## Espécies semelhantes
Amanita regalis é facilmente distinguida de A. muscaria pela ausência de qualquer área de cor vermelha no chapéu, e por suas manchas amarelas no tronco. Quando o corpo de frutificação está numa forma que apresenta um píleo marrom-amarelado pálido, A. regalis pode ser confundida com A. rubescens, um cogumelo comestível de cor amarelo-claro. Esta última espécie pode ser identificada porque quando seu cogumelo é cortado ou esmagado ele fica tingido com um coloração semelhante a de carne. E também pela cor de sua própria carne sob a cutícula: a de A. regalis é amarelada enquanto a de A. rubescens é branca. Amanita pantherina tem uma cor parecida, mas sua carne é branca abaixo da cutícula do chapéu, e possui um bulbo em forma de cálice com uma distintiva borda.

## Habitate distribuição
Amanita regalis é uma espécie rara, tipicamente encontrada crescendo sobre o solo de florestas montanhosas, tanto de caducifólias como de coníferas. É um fungo que forma micorrizas, associação na qual existe em uma relação simbiótica com certas espécies de árvores. O sistema de finas estruturas abaixo do solo, o micélio, envolve as raízes das árvores e fornece para elas os minerais necessários, oligoelementos e água do solo, enquanto a árvore, por sua vez, fornece ao fungo nutrientes que ela mesma produz, através da fotossíntese. Foi demonstrado experimentalmente que A. regalis forma micorrizas com bétula, pinheiro-da-escócia, pinheiro-anão, e espruce-da-Noruega. Os corpos de frutificação costumam se desenvolver formando anéis de fadas.
Na Europa, é muito mais comum no norte, e não foi registrada no sul e no oeste do continente. Além de ser comum nos países escandinavos, foi recolhida na Alemanha, Hungria, Letônia, Rússia, Eslováquia, e Coreia. Na América do Norte, a sua distribuição é restrita ao Alaska, onde ele é normalmente encontrado acima da linha de árvores.

## Toxicidade
Amanita regalis é um cogumelo tóxico. Um caso de envenenamento foi relatado na Finlândia, onde três pessoas inadvertidamente consumiram o cogumelo acreditando que era o Macrolepiota procera, um fungo comestível. Os sintomas de envenenamento, que começaram cerca de 1 a 2 horas após a ingestão, foram náuseas e vômitos intensos. Dois deles apresentaram alterações do sistema nervoso central e sintomas colinérgicos, incluindo alucinações, confusão mental e perda da consciência, assim como salivação e sudorese. Todos os três se recuperaram 4 a 24 horas depois, sem sequelas no fígado, rins ou sistema nervoso central. Conforme este incidente demonstra, o cozimento dos cogumelos não neutraliza completamente suas substâncias tóxicas. A análise química mostrou que a espécie contém ácido ibotênico e muscimol, os mesmo componentes tóxicos da Amanita muscaria.
O fungo é capaz de bioacumular o metal pesado vanádio, um fenômeno observado pela primeira vez na A. muscaria em 1931. Um estudo de campo com espécimes da Escandinávia encontrou 38 a 169 mg de vanádio por quilograma do cogumelo seco (média de 119 mg/kg). A título de comparação, a concentração do metal na maioria dos cogumelos é tipicamente inferior a 2 mg/kg.